# 분라쿠

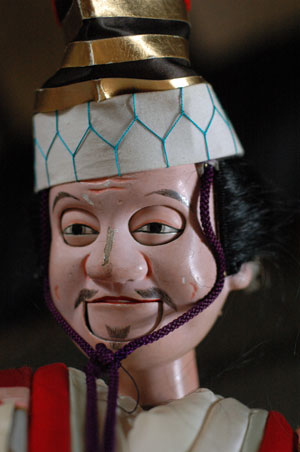
돈다인형공연단의 인형

분라쿠(일본어: 文楽)는 일본의 전통 인형극이다. 원래 이름은 닌교조루리(일본어: 人形浄瑠璃)이며, 인형이라는 뜻인 '닌교'(人形)와 이야기체 음악인 '조루리'(浄瑠璃)가 합쳐진 말이다. '분라쿠'는 인형극 닌교조루리가 펼쳐지는 극장의 이름이었으나, 그 뜻이 확장되어 현재는 닌교죠루리의 대명사로 쓰이고 있다.
등신대의 인형을 3명이 함께 조종하는 것이 특징이며 숙련된 조종자에 의한 섬세한 조종으로 세밀한 동작과 표정 연기가 가능하다.
일본의 주요무형문화재로 지정되어 있으며 2009년 9월에는 세계무형유산에 등록되었다.

## 역사

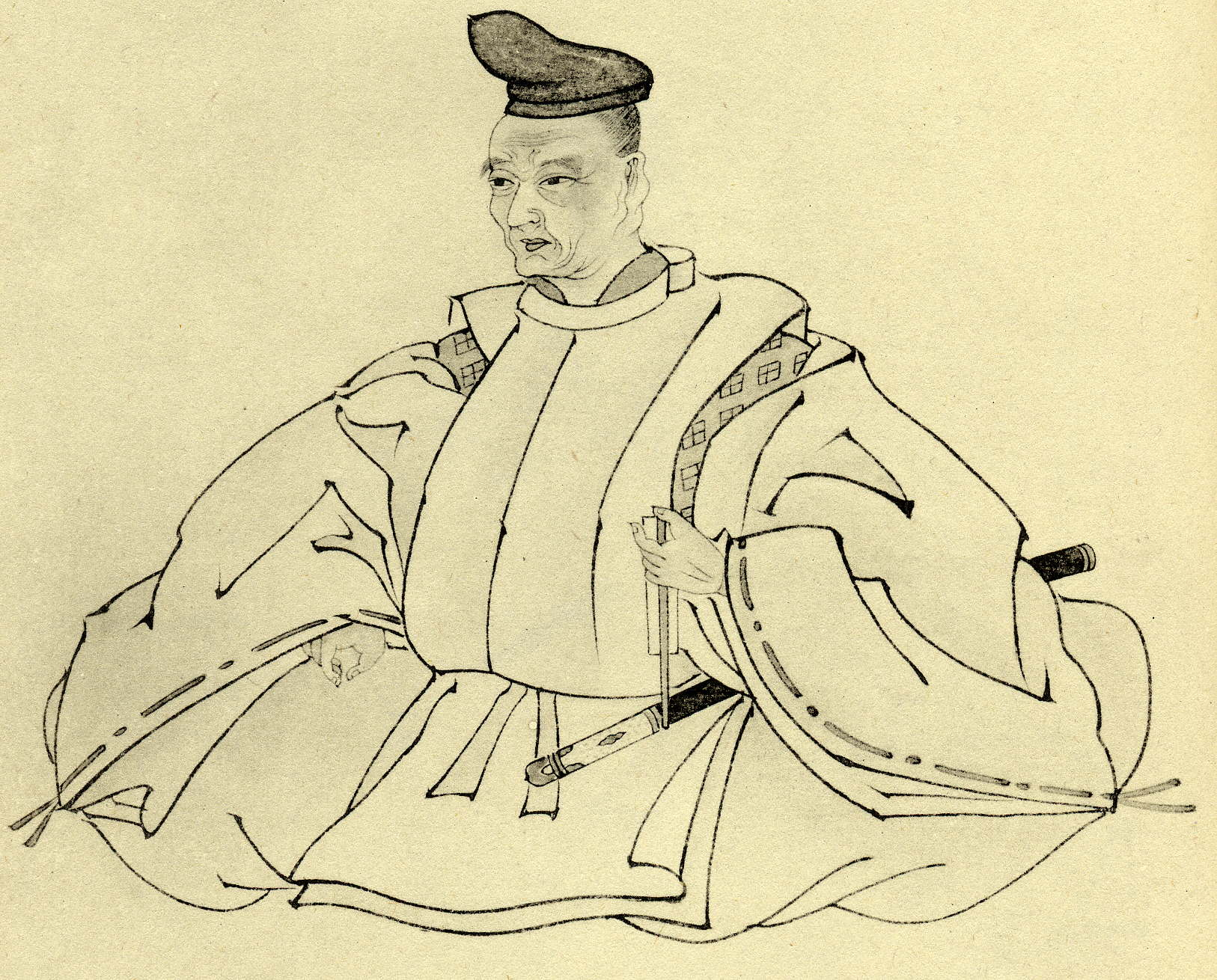
지카마쓰 몬자에몬(近松門左衛門)

일본에 있어서의 인형극의 발생에 대해서는 종교적·주술적인 신인형(神人形)에서 발생하였다는 국내설과, 이민족에 의해서 꼭두각시 인형의 예능이 전래되었다는 외래설이 있는데 현재의 연구단계에서는 아직 어느 쪽이라고 결론을 내리지 못하고 있다.
어쨌든 멀리 나라 시대에도 이미 인형을 다루는 예능은 존재했으며, 11세기 중엽에 이르러서는 꼭두각시 인형은 도산민(逃散民)에 의해서 형성된 표박집단(漂迫集團)의 직능의 하나가 되고, 그 집단을 괴뢰자(傀儡子)라고 불렀으며, 인형을 다루는 사람을 '꼭두각시 돌리기'라고 일컬었다. 집단민 외에 독립된 인형 조종자도 있었으니 이들을 '손꼭두각시'라고 불렀다.
13세기가 되자 꼭두각시 집단은 직능별로 분산 정주했으며, 14세기에 와서 '꼭두각시'는 이미 집단민을 지칭하는 말은 아닐 정도로 달라졌고, 무로마치 시대에 들어와서부터는 '손꼭두각시'가 배출되어, 원악(猿樂)을 상연한다든지 고와카(幸苦)의 구세마이(曲舞)를 상연했다. 16세기 중엽경부터는 사이구쥬신사(西宮戎神社)와의 유대가 생겨서 직능 조직을 만들고, 이른바 '에비스 돌리기(惠比須回)'라 칭하는 극단이 다시 결성되어, 각지를 순회하게 되었고, 불사(佛寺)와 결합한 '불상돌리기'도 발생하였다. 이 밖에 조그만 상자무대를 가슴에 걸고 인형을 조종하는 순회예능(巡廻藝能)도 생겼다. 17세기 초엽, 분로쿠(文祿)·게이초(慶長) 시대에는 '에비스 돌리기'의 인형이 당시 새로 일어난 이른바 '가타리모노'로서 유행한 '조루리'와 손잡고 '닌교조루리'가 시작되었다.
변사인 다유(太夫)로는 다케모토 기다유(竹本義太夫), 작가로는 지카마쓰 몬자에몬(近松門左衛門)과 기노 가이온 등 걸출한 인물들에 의하여 발전되기 시작한다. 한 때는 가부키를 뛰어넘는 인기를 구가하기도 하였으며, 또한 같은 공연 예술인 가부키에도 여러 가지 영향을 미쳤다. 오늘날에도 야구라시타(櫓下;최고의 다이후에게 붙는 호칭)는 이치가와 단주로보다 일본전통예술에서 차지하는 비중 또는 지위가 높다고 한다. 많은 가부키가 닌교죠루리의 번안작이다. 그 후 히라가 겐나이에 의해 에도조루리가 발생하였다. 이 무렵(간세이 시대, 1789년 ~ 1800년) 닌교죠루리는 가부키에 밀려 쇠퇴일로에 있었는데, 아와지사마 출신의 제1대 우에무라 분라쿠켄이 지금의 오사카시 주오구에 극장을 만들면서 부흥시킨다. 이 극장은 1872년 제3대 우에무라 분라쿠켄의 시대에 오사카 시 마쓰시마에 옮겨져 이름을 분라쿠자로 명명한다. 메이지 말기까지 이 분라쿠자가 유일한 닌교죠루리 전문극장으로 남았기 때문에 분라쿠가 닌교조루리의 대표적인 존재로 인식되기에 이른다.

## 공연 양식
분라쿠는 모두 남성에 의해 공연된다. 다유, 샤미센, 인형사의 연기가 어우러진 산교(三業)에 의해 성립되는 삼위일체의 공연예술이다. 객석위에 돌출된 연주를 위한 곳을 도코(床)라고 부르며, 회전식 봉(盆)을 타고 나타난 다유와 샤미센 연주자가 여기에서 조루리를 연주한다. 인형은 데스리(手摺)라고 부르는데, 인형사의 허리 이하의 부분을 보이지 않도록 감추는 판을 데스리라고 부르는 것이 전이된 것이다.

## 무대
분라쿠 닌교조루리의 무대는 다른 연극과는 달리, 발의 놀림을 감추기 위하여 무대 앞면에 '선저(船底)'라고 불리는, 마룻바닥보다 한층 낮은 활처럼 휘어져 들어간 부분이 만들어져 있다. 이 선저의 깊이는 약 36cm, 폭은 약 180cm로서, 이것이 보통의 평무대(平舞臺)에 해당되는 부분이며, 다시 이 양쪽엔 '난간'이라 불리는 판자가 세워진다. 난간의 높이는 앞(관객석에 가까운 쪽)이 약 48cm, 뒤가 약 85cm이며, 앞쪽을 '2의 손', 뒤쪽을 '1의 손' 또는 '본수(本手)'라 한다. 본수에서 더 뒤쪽인 무대가 이른바 이중(二重)에 해당된다.
즉 인형의 발의 높이는 항상 약 84.8cm의 높이로 받쳐지며, 객석에서 보면 꼭 난간의 위끝에 서 있는 것처럼 보이게 된다. 다시금 무대의 앞끝에도 약 24cm 길이의 '3의 손'이 놓여진다. 선저의 좌우(위쪽·아래쪽)에는 각각 인형이 출입하는 양막(揚幕)이 있고, 아래쪽 양막 위가 악기실(樂器室)로 되어 있다. 무대의 위쪽에는, 객석으로 향해서 '다유'가 이야기를 하는 높은 자리가 있다. '다유'의 자리는 회전 무대처럼 되어 있어서, '다유'와 '샤미센'이 교대를 하게 된다.

### 다유

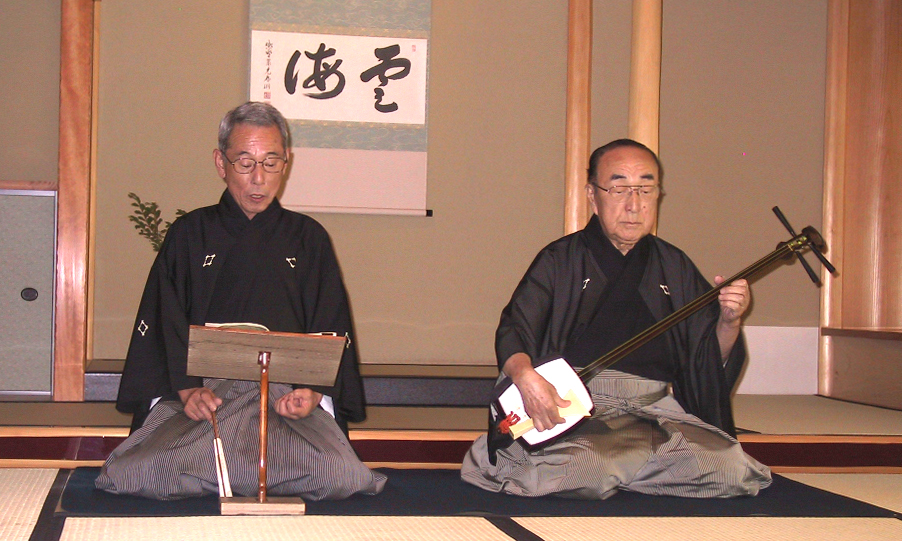
다유와 샤미센 연주자

다유는 변사로서, 1인이 기본으로 혼자서 일인다역을 맡는 것은 물론 풍경묘사까지 다양한 역을 수행한다. 긴 작품에서는 중간에 교체되기도 한다. 조루리에는 여러 형식이 있으나, 분라쿠에서는 기다유부시(義太夫節)를 사용한다.

### 샤미센 연주자
정좌 자세로 앉되, 무릎을 약간 벌려 엉덩이를 땅에 완전히 댄 자세에서 연주한다.

### 인형사

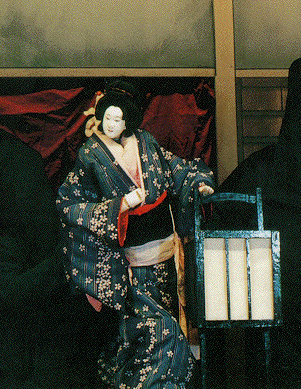
분라쿠에서 인형은 3명이 조종하며 조종자는 검은 색 옷을 입는다.

옛날에는 인형사가 보통 한 명이었으나, 1734년 3인 조종술이 고안된 이래, 현재는 3인 조종이 기본이다. 이것을 산닌즈카이(일본어: 三人遣い)라고 하며, 오모즈카이, 히다리즈카이, 아시즈카이로 구성된다. 오모즈카이(일본어: 主遣い)는 인형의 얼굴 표정과 오른손을, 히다리즈카이(일본어: 左遣い)가 왼팔을 조종하면서 인형의 버팀목을 지지하고, 아시즈카이(일본어: 足遣い)가 다리 부분을 담당한다. 히다리즈카이와 아시즈카이는 오모즈카이의 움직임을 보고 인형을 조종한다.

기본적으로 검은 복장에 얼굴을 검은 천으로 가리고 있으나, 오모즈카이는 중요한 때에 얼굴을 내보이는 경우도 있으며, 이를 데즈카이(出使い, 내보이기)라고 한다. 히다리즈카이와 아시즈카이는 항상 얼굴을 가린다. 중요하지 않은 역할은 한 명이 조종하기도 하며 이것을 히토리즈카이(一人遣い)라고 부른다.

인형을 조종하는 수련은 우선 다리부터 익히고 그 다음 왼쪽, 마지막으로 머리와 오른 쪽을 단계적으로 익히게 된다. 각각의 인형사 세 명이 조화를 맞춰 조종하기 위해서는 오랜 숙련이 필요한데, '발 십년, 왼쪽 십년'(일본어: 足十年、左十年)이라고 할 정도로 엄격한 수련을 하게 된다.

### 분라쿠 인형

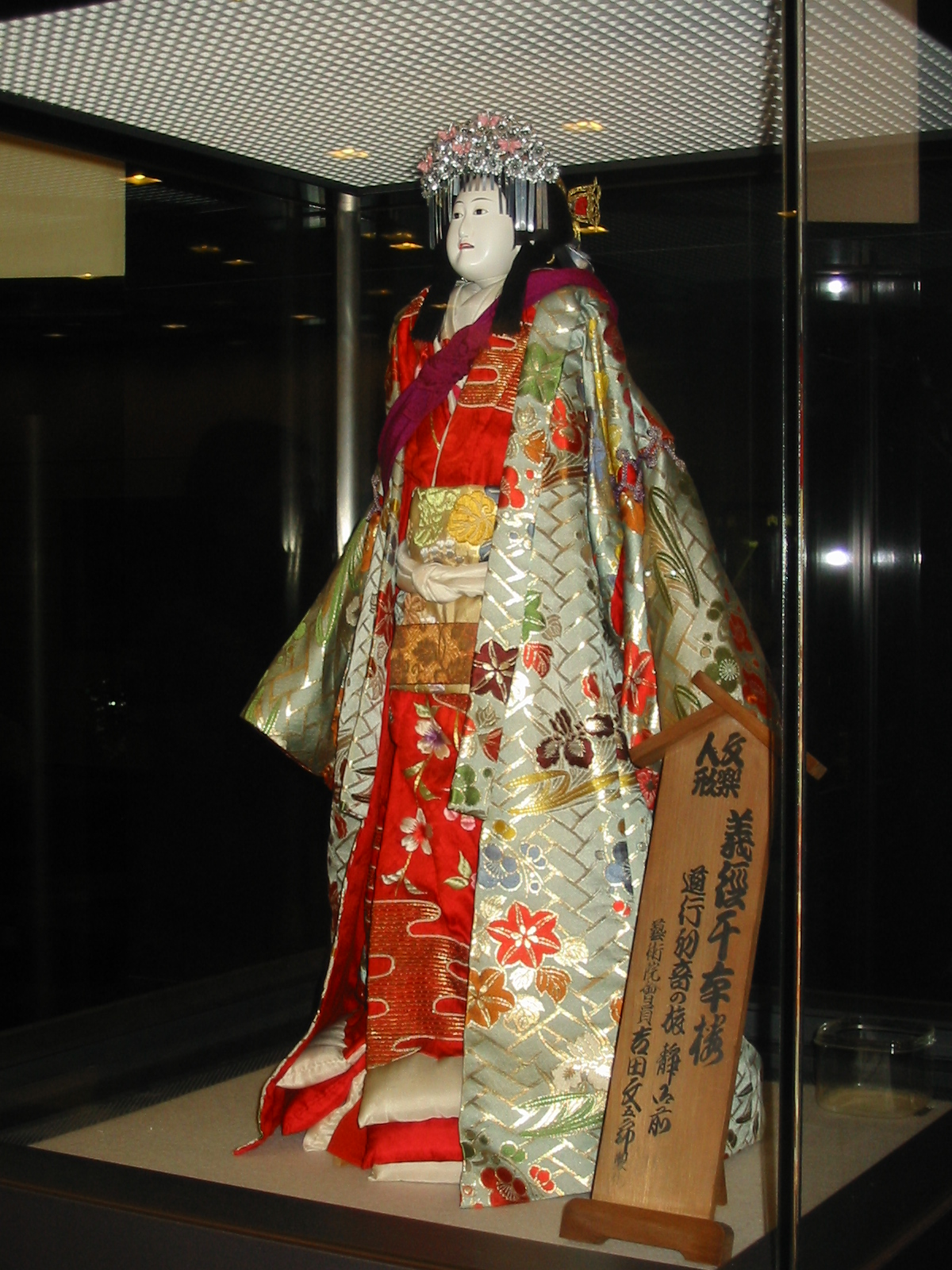
오사카 국립분라쿠극장에 전신된 분라쿠 인형

인형은 머리·몸통·손·발·의상으로 되어 있다.
- 머리

남녀·노소·성격 등의 역할에 따라 약 70종이 있다. 어느 것이나 목조(木彫)에 도료로 채색을 한 것으로서, 목밑에는 인목(咽木) 등이 있으며 몸통에는 머리의 움직임을 조작하는 실이 붙어 있다. 인형의 장치는 종류에 따라 눈·입·눈썹이 움직이도록 되어 있는데, 대체로 여자의 목은 움직임이 적고, 형태도 작다. 무대에서 사용할 때는, 머리에 각각의 역할에 따른 가발을 씌우고, 채색도 그때그때 달리 칠한다.
- 몸통

견판(肩板)과 요륜(腰輪)과 이를 연결하는 앞뒤 두 장의 헝겊으로 되어 있으며, 견판에는 그 양쪽에 수세미 껍질을 붙여서 불룩하게 만들고, 중앙의 구멍에는 머리에 연결된 몸통나무를 통하게 되어 있다.
- 손·발

손발은 양 어깨로부터 끈으로 늘어뜨린다. 원칙적으로 여자인형은 옷자락을 내리고 있기 때문에 발을 달지 않는다. 손은 그 움직임에 따라 약 30종이 있으며, 왼손에는 철사가 붙어 있다. 발의 종류도 십여 종이나 있다.
- 의상

의상은 가부키와는 달리 그 역할에 따라 거의 정해져 있는데 어느 경우나 인형을 조종하는 사람이 몸통나무를 쥐기 위하여 손을 집어 넣을 수 있도록 잔등에는 잘린 데가 있다.

## 같이 보기
- 컬럼비아 대학교